# Craniophora litterata
Craniophora litterata là một loài bướm đêm trong họ Noctuidae.